# Maurice Chevance
Pour les articles homonymes, voir Chevance.
Maurice Chevance, dit Barrioz-Bertin, né le 6 mars 1910 à Nanteuil-le-Haudouin (Oise) et mort le 17 juin 1996 à Paris, est un homme politique et résistant français, Compagnon de la Libération par décret du 17 novembre 1945.

## Avant-guerre
Il travaille comme employé de magasin avant de s'engager en 1929 comme soldat de 2e classe dans l'infanterie coloniale. Il sert en Algérie, puis réussit en 1932 le concours de l'École des officiers de Saint-Maixent et est nommé lieutenant. Il est affecté successivement en Algérie, en Tunisie et au Tchad.

## Seconde Guerre mondiale
Il participe à la campagne de France en 1940 comme commandant d'une compagnie du 8e régiment de tirailleurs sénégalais et reçoit la croix de guerre 1939-1945.
Démobilisé, il fonde à Marseille une agence militaire et coloniale, destinée à prendre en charge les bagages des militaires et des civils en transit. Cette petite société lui permet de rester en contact avec les milieux militaires et coloniaux et de faire de la propagande anti-allemande. Elle devient rapidement une officine de la résistance.
Il est la première recrue dès le début d'août 1940 d'Henri Frenay avec qui il va se trouver à la direction du principal mouvement de Résistance Combat. Il le dirige effectivement à Marseille et dans toute la Provence. Il est présent quand, en juillet 1941, Jean Moulin vient à Marseille demander à Frenay un rapport sur la Résistance française, puis, à nouveau, en janvier 1942 quand le même Jean Moulin revient, investi par de Gaulle de la mission d'unifier les mouvements. À Lyon, il est arrêté par la Surveillance du Territoire et emprisonné avec d'autres camarades parmi lesquels Emmanuel Mounier, le fondateur d'Esprit. Libéré avec la complicité d'un médecin légiste, il retourne au combat avec, à ses côtés, Benjamin Crémieux pour noyauter les administrations (NAP). Dans la nuit du 27 avril 1943, la deuxième arrestation, à Marseille, par la Gestapo, est immédiatement suivie d'une des évasions les plus spectaculaires de l'histoire de la Résistance. Tout de suite après le retournement de son secrétaire, Jean Multon-Lunel, il échappe aux truands gestapistes d'Ernst Dunker-Delage, grâce à un gardien de la paix, Marcel Koch (envoyé à Fresnes dans un premier temps, puis à Buchenwald, où il meurt en 1945) qui le conduit à un réseau de résistants. Après un bref séjour à la clinique Bouchard à Marseille, Chevance échappe une fois encore à Ernst Dunker et à son équipe (Antoine Tortora et Gaston Daveau) en se sauvant quelques heures avant leur irruption dans une autre clinique à Aix-en-Provence. Dunker, arrivant trop tard, s'en prend au docteur André Donnier et le fait arrêter. Le chirurgien et sa femme sont faits "justes parmi les nations" au nom de l'État d'Israël[réf. incomplète]. Il se cache alors dans une ferme isolée de la commune de Mison près de Sisteron grâce à Louis Martin-Bret, jusqu'à la fin de l'été 1943. Puis il monte à Paris pour prendre la direction du Comité d'action militaire de la Résistance.
Le 1er avril 1944, il part en mission à Londres pour établir la liaison entre ce COMIDAC et l'état-major des FFI.
À son retour en France en août 1944, il prend le commandement des FFI pour le Sud-Ouest et le Centre, avec le grade de général de brigade. Il organise l'action de 30 000 hommes et libère la ville de Rochefort, négocie la reddition des troupes allemandes des poches de l'Atlantique et rétablit l'autorité de la République à Limoges, Toulouse, Montpellier, Bordeaux où régnait une situation pré-insurrectionnelle.
Maurice Chevance-Bertin est l'un des quatre généraux FFI, avec Jacques Chaban-Delmas (1915-2000), Pierre de Bénouville (1914-2001) et Alfred Malleret-Joinville (1911-1960). Un "Additif à l'annuaire des officiers généraux de 1946", daté du 11 juin 1946, précise : "Ces officiers ont reçu le titre de général de brigade en raison de leurs fonctions dans la Résistance et pour la durée de leur mission. Ce titre a été transformé en celui de général honoraire après la libération de la France" (ce document a été publié en annexe de l'ouvrage du général, Vingt mille heures d'angoisse [éditions Robert Laffont, collection "Vécu", 1990], page 251).

## Après-guerre
À la Libération, Henri Frenay le pousse à entrer en politique. Il est désigné pour occuper un des six sièges réservés au mouvement "Combat" à l'Assemblée consultative provisoire. Il siège aux Commissions de la défense nationale de la France d'outre-mer et à celle des prisonniers et déportés et des pensions. Il met à profit la discussion du budget des services civils pour exposer ses idées sur la création d'une communauté impériale française. La contribution de l'empire à la défense de la patrie lui semble justifier cette initiative qui ne pourra vivre qu'avec une forte propagande et que si elle s'incarne dans une assemblée unique.
Aux élections pour la première Assemblée nationale Constituante de novembre 1945, il est élu député de Guinée. Membre de la Commission de la défense nationale, il intervient dans la discussion du budget de 1946 et met en garde les socialistes contre une politique de réduction des dépenses militaires, arguant que l'armée coloniale exerce, en plus de sa mission militaire, des tâches économiques et sociales. Il dépose avec succès un amendement permettant d'instituer le scrutin de liste majoritaire pour l'élection des députés de l'Union française. Inscrit au groupe de la Résistance démocratique et socialiste, il vote les nationalisations de l'électricité et du gaz, des assurances mais ne prend pas part au vote sur celle du crédit. Il s'oppose au projet de Constitution rejeté par le référendum du 5 mai 1946.
Il renonce à se représenter aux élections pour la seconde Assemblée nationale Constituante mais continue à s'intéresser à la politique d'outremer, dirigeant Climats, un hebdomadaire de l'Union des pays associés et réorganisant l'armée vietnamienne de Bao-Daï. En 1958, il fait campagne en faveur des idées constitutionnelles du général de Gaulle.
Après la mort d'Henri Frenay, il publie des mémoires où, dans l'affaire de Caluire, il prend la défense d'Henri Aubry et accuse René Hardy.

## Distinctions
- Commandeur de la Légion d'honneur
- Compagnon de la Libération par décret du 17 novembre 1945[4]
- Croix de guerre 1939–1945
- Médaille de la Résistance française, avec rosette par décret du 31 mars 1947[5]

## Publication
- Général Maurice Chevance-Bertin, Vingt mille heures d'angoisse, Paris, Editions Robert Laffont, coll. « Vécu », 1990, 253 p. (ISBN 978-2-221-06741-3, OCLC 260221937).